# Radiografia unei colecții
Radiografia unei colecții este un film românesc din 1983 regizat de Mirel Ilieșiu.